# Feel All Right
『Feel All Right』（フィール・オール・ライト）はTWINZERの2枚目のアルバム。

## 内容
「DON'T FORGET YOU」のアルバムバージョンを含む全曲は松川敏也在籍の楽曲。「想い出は抱きしめられない」は、関西テレビ系「愛と疑惑のサスペンス」エンディング・テーマ（サウンド・トラックでは、最高順位16位）。5枚目のシングル「PLACE FOR TWO」と同時発売。

## 批評
CDジャーナルは「渇いたアコースティックの香りまでと口ずさみやすいメロディラインを生かしたマニアックなロック的な作りが成されているクオリティが高い重厚な1枚」と評した。

## 収録曲
1. DEAR MY LOVE
作詞:森山翔 作曲:生沢佑一 編曲:加藤貴也・寺島良一
2. 想い出は抱きしめられない
作詞:小田佳奈子 作曲:多々納好夫 編曲:葉山たけし
3. 激しい雨に打たれ
作詞:生沢佑一 作曲:松川敏也 編曲:葉山たけし
4. GLORY
作詞・作曲:生沢佑一 編曲:加藤貴也
5. Our Love Story
作詞:森山翔 作曲:生沢佑一 編曲:加藤貴也・松川敏也
6. PLACE FOR TWO
作詞:森山翔 作曲:生沢佑一 編曲:葉山たけし
7. All Right
作詞・作曲:生沢佑一 編曲:生沢佑一・寺島良一
8. 今なら すべてを
作詞:小田佳奈子 作曲:生沢佑一 編曲:徳永暁人
9. I still love you
作詞・作曲:生沢佑一 編曲:TONE
10. WALK ON
作詞・作曲:生沢佑一 編曲:徳永暁人
11. DON'T FORGET YOU (Renewal Version.)
作詞:向井玲子 作曲:川島だりあ 編曲:葉山たけし

## 参加アーティスト
- 生沢佑一 - リードボーカル、コーラス
- 松川敏也 - エレクトリックギター、アコースティックギター、12弦ギター、エレクトリックベース (#10)
  - 徳永暁人 - ベース (#1.5.8)
  - 岡沢茂 - ベース (#2.7.11)
  - 小野塚晃 form DIMENSION - オルガン、エレクトリックピアノ (#1.2)
  - 増田隆宣 - オルガン、エレクトリックピアノ (#7)
  - 続木力 - ブルースハープ (#10)
  - 鈴木康志 - コーラス (#9)
  - 高原裕枝 - コーラス (#8.11)